# Ung företagsamhet
Ung Företagsamhet är en politiskt obunden, ideell utbildningsorganisation och är en del av den globala organisationen Junior Achievement. Ung Företagsamhet ger barn och ungdomar möjlighet att träna och utveckla sin kreativitet, företagsamhet och sitt entreprenörskap för en positiv samhällsutveckling. 
Sedan 1980 har Ung Företagsamhet utbildat över 640 000 gymnasieelever i entreprenörskap genom utbildningen UF-företagande och organisationen arbetar sedan 2010 även med entreprenörskap på grundskolan. Varje år driver en tredjedel av Sveriges gymnasieelever UF-företag. Läsåret 2024/2025 startade rekordmånga, 40 982 gymnasieelever, UF-företag och sex av tio av Sveriges grundskolor arbetade med Ung Företagsamhets läromedel och utbildningskoncept. Ung Företagsamhet driver även nätverket UF alumni som ger tidigare UF-företagare, personlig utveckling, drivkraft att växa och ett unikt kontaktnät efter sin skoltid.
Ung Företagsamhet finns över hela Sverige, från norr till söder, genom ett nationellt kansli och 24 regionala föreningar. Ung Företagsamhet har över 160 medarbetare till hjälp för elever och lärare, och organisationen har en bred kompetens inom entreprenörskap. Organisationen stöds av offentliga medel och det privata näringslivet.
Ung Företagsamhets VD är från och med 2023 Tove Jarl. Ung Företagsamhets styrelseordförande är Carola Lemne, tidigare vd för Svenskt Näringsliv.
Ung Företagsamhet har en processutbildning för gymnasiet som handlar om att starta och driva ett UF-företag under ett år vilket ger eleven en möjlighet att göra verklighet av en ide, att göra något man tror på och brinner för.
Ung Företagsamhet®, UF-företagande® och UF-företag® är registrerade varumärken som tillhör den ideella, politiskt obundna utbildningsorganisationen Ung Företagsamhet®.

## SM i Ung Företagsamhet
Varje år arrangerar Ung Företagsamhet SM i Ung Företagsamhet med deltagare från hela landet. För att kvalificera sig till SM i Ung Företagsamhet tävlar UF-företagen för i regionala UF-mässor eller UF-mästerskap. Den främsta kategorin under SM i Ung Företagsamhet är kategorin för bästa UF-företag. Vinnarna i Årets UF-företag får sedan representera Sverige i EM i Ung Företagsamhet, Gen-E, som arrangeras av JA Europe.

### Årets UF-företag
| År   | Företag                  | Skola, Region                                            | Placering på EM                                                                                        | Övriga nominerade |  |
| ---- | ------------------------ | -------------------------------------------------------- | --- | --- |  |
| 2000 | UF TokKokBok             | Säveskolan, Gotland                                      | 2:a | - Irrsken UF, ABB Industrigymnasium, Västmanland - UF Dalavärme, Dalarna |  |
| 2001 | Sentrum UF               | Sjödalsgymnasiet, Huddinge                               | 2:a | - HängUpp UF, Sjödalsgymnasiet, Stockholm - UF Rauk, Gotland |  |
| 2002 | ProGlobe UF              | Sjödalsgymnasiet, Huddinge                               | 2:a | - Bag Tag UF, Skåne - Dold Design & Innovation, Nottbotten |  |
| 2003 | Unika Förmåner UF        | ProCivitas Privata Gymnasium Helsingborg, Skåne          | 4:a | - UF Bunter, Uppsala - Teasy UF, Skaraborg |  |
| 2004 | PreSnatch UF             | Sjödalsgymnasiet, Huddinge                               | 3:a | - Växjö Event UF, Kronoberg - Pjoll Pincher UF, Västerbotten - JS Fine Food UF, Halland |  |
| 2005 | UCMe UF                  | Sjödalsgymnasiet, Huddinge                               | 1:a | - Two In One UF, Välkommaskolan, Norrbotten - UF Dalavärme, Martin Koch gymnasiet, Dalarna - UF Memorera Mera, Richard Steffen gymnasiet, Gotland                                               |  |
| 2006 | AeroPlast UF             | Växjö Fria Gymnasium, Växjö                              | 4:a | - Solution UF, Tullinge gymnasium, Stockholm - Drick med Steel UF, NVU Brinellskolan, Västmanland - Olivia UF, ProCivitas Privata Gymnasium Helsingborg, Skåne                                  |  |
| 2007 | Salmiak UF               | Hedbergska skolan, Sundsvall                             | 4:a | - KneeOn UF, Kaplanskolan, Västerbotten - Linnékulan UF, Linnéskolan, Uppsala - Omtanken UF, Båstad privata gymnasium, Skåne                                                                    |  |
| 2008 | S.T.A.T UF               | ProCivitas Privata Gymnasium Helsingborg, Skåne          | 2:a | - Dance UF, Lugnetgymnasiet, Falun - Piece of Cake UF, Sjödalsgymnasiet, Huddinge - Clean Living UF, Gripenskolan, Nyköping                                                                     |  |
| 2009 | Just In Case UF          | Sjödalsgymnasiet, Huddinge                               | 4:a | - Moi UF, ProCivitas Privata Gymnasium Helsingborg, Skåne - Dfuser UF, ProCivitas Privata Gymnasium Helsingborg, Skåne - Va sa ru? UF, Tingsholmsgymnasiet, Ulricehamn                          |  |
| 2010 | Bolsa UF                 | Tingsholmsgymnasiet, Ulricehamn                          | 4:a Specialpris: FedEx Access Award                                                                    | - AquActive UF, ProCivitas Privata Gymnasium Malmö, Skåne - Adinbox UF, Stockholms Fria Gymnasium, Stockholm - HygienExpressen UF, Sjödalsgymnasiet, Huddinge                                   |  |
| 2011 | Lindmarks servering UF   | ProCivitas Privata Gymnasium Helsingborg, Skåne          | - | - Brädbolaget UF, ProCivitas Privata Gymnasium Växjö, Kronoberg - InCase UF, Gullmarsgymnasiet, Fyrbodal - Truly Friend UF, Rudbeckianska/ABB Industrigymnasium, Västerås                       |  |
| 2012 | Sweknob UF               | Växjö Fria Gymnasium, Växjö                              | - | |  |
| 2013 | Teatermakarna Dalarna UF | Hagagymnasiet och Haraldsbogymnasiet, Borlänge och Falun | - | |  |
| 2014 | Grades of Glory UF       | Östra Reals Gymnasium, Stockholm                         | 3:a | - Urban Organic UF, ProCivitas Privata Gymnasium Malmö, Skåne - Gottfrids Bakverk UF, Sven Eriksonsgymnasiet, Borås, Älvsborg - A Book For Cancer UF, Grillska gymnasiet, Västerås, Västmanland |  |
| 2015 | Makalu Magazine UF       | Åre gymnasieskola, Skidgymnasiet, Järpen                 | 4:a Specialpris: Alumni Leadership Award                                                               | - Aprach UF, Rönninge gymnasium, Stockholm - SweHolder UF, Värmdö gymnasium, Stockholm - Healthy Heros UF, ProCivitas Privata Gymnasium Helsingborg, Skåne                                      |  |
| 2016 | Update UF                | Leksands gymnasium, Leksand                              | Specialpris: Citi Client focus Award (Bästa kundfokus)                                                 | Lunchie UF, ABB Industrigymnasium, Västerås Hello Sailor UF Mjölkbudet UF |  |
| 2017 | Locker Room Talk UF      | Nya Bergska, Finspång i Östergötland                     | 2:a Specialpris: Facebook Best Social Media Campaign Award. Alumni Leadership Award (till Shanga Aziz) | |  |
| 2018 | MerchSweden UF           | Västmanland                                              | - | Altitude Filming UF, Bromma Gymnasium, Stockholm Brilliant Bracelet UF |  |
| 2019 | Rawstraw UF              | ProCivitas Privata Gymnasium Malmö, Skåne                | - - | |  |
| 2020 | CAN Marketing UF         | Katedralskolan, Linköping i Östergötland                 | | UpCycles UF, Bromma Gymnasium, Stockholm |  |
| 2021 | Shear Joy UF             | De la Gardiegymnasiet, Skaraborg                         | | LightRight UF - Östra real, Stockholm GlutenBoxUF - Procivitas privata gymnasium Helsingborg, Skåne Stjärnleken UF - Celsiusskolan, Uppsala                                                     |  |
| 2022 | Noll Deponi UF           | Gnosjöandans kunskapscentrum i Jönköping                 | 1:a | Werrano UF, Östra Reals gymnasium/Stockholm SeaToTree UF, Göteborgs högre samskola/Göteborg Solus UF, Lundellska skolan/Uppsala                                                                 |  |
| 2023 | Sobb UF                  | Kitas gymnasium/ Uddevalla gymnasieskola                 | 2:a | Fifth Paw UF, Östergötland, Katedralskolan i Linköping Göstas Fond UF, Göteborg, Göteborgs Högre Samskola gymnasium. TuGo UF, Kronoberg, Växjö Fria Gymnasium                                   |  |
| 2024 | Gralg UF                 | Donnergymnasiet                                          | 2:a | Bello. UF, Sven Eriksonsgymnasiet, Älvsborg Dienaci UF, Celsiusskolan, Uppsala SafeLocks UF, Katedralskolan i Växjö, Kronoberg                                                                  |  |
| 2025 | A-Plus Intelligience     | Campus Victor Rydbergs gymnasium                         | | MediScribe UF , NTI Gymnasiet Johanneberg, Göteborg ERPImedia UF, Lilla Akademiens Musikgymn., Stockholm Celo UF, Sundsta - Älvkullegymnasiet, Värmland                                         |  |

## Regler och bolagsform
För Ung Företagsamhet som utbildningsorganisation är det viktigt att UF-företagets affärsidé och verksamhet stämmer överens med organisationens och skolans värdegrund. Därför finns, förutom regler kring produktsäkerhet, också ett antal andra regler som ett UF-företag måste förhålla sig till för att ha en godkänd affärsidé och verksamhet. Följer UF-företaget inte reglerna får det inte kalla sig för ett UF-företag och försäkringen för UF-företag gäller då inte. Skulle Ung Företagsamhet under året upptäcka att UF-företaget har en affärsidé eller verksamhet som går emot våra regler så kan UF-företaget behöva byta affärsidé och stänga ner befintlig verksamhet. Ung Företagsamhet förbehåller sig rätten att bedöma och besluta om en affärsidé och/eller UF-företagets verksamhet (ex marknadsföring) följer reglerna.  
Bolagsformen UF finns inte, utan UF-företagen räknas enligt Skatteverket som ett övningsföretag och är till för de ungdomar som vill starta och driva ett företag under ett år. En del regler som detta innefattar är att företaget inte är en juridisk person eller betalar någon skatt, läs mer på Skatteverket. För att starta ett UF-företag måste man registrera sig hos Ung Företagsamhet samt betala en registreringsavgift på 300 kr. Registreringsavgiften gör att företaget också täcks av en försäkring utöver den vanliga skolförsäkringen. I övrigt behövs inte några kapital för att dra igång verksamheten. Ett UF-företag måste sedan avvecklas eftersom det max får drivas ett år. Det finns däremot de som väljer att driva vidare företaget som HB eller AB när året är slut. 